# هنري باشلن
هنري باشلن (بالفرنسية: Henri Bachelin) كاتب فرنسي ولد في 27 مارس 1879 بلورم (نيافر) في منزل جده. وتوفى بباريس في 21 سبتمبر 1941. حصل على جائزة فيمينا الأدبية عام 1918 .
{